# Heike Grahn-Hoek
Heike Grahn-Hoek (* 1943) ist eine deutsche Geschichtswissenschaftlerin.
Grahn-Hoek promovierte 1975 mit der Arbeit „Die fränkische Oberschicht im 6. Jahrhundert“, für die sie mit dem Preis der Wolf-Erich-Kellner-Stiftung der Universität Marburg ausgezeichnet wurde. Sie arbeitete mehrere Jahre am Forschungsprojekt der Deutschen Forschungsgemeinschaft über „Die Entstehung der europäischen Nationen im Mittelalter“ mit. Insbesondere setzt sie sich mit der fränkischen und thüringischen Frühgeschichte auseinander.

## Werke
- Die fränkische Oberschicht im 6. Jahrhundert. Studien zu ihrer rechtlichen und politischen Stellung (= Konstanzer Arbeitskreis für mittelalterliche Geschichte. Vorträge und Forschungen. Band 21). Thorbecke, Sigmaringen 1976, ISBN 3-7995-6681-3.
- Roter Flint und Heiliges Land. Helgoland zwischen Vorgeschichte und Mittelalter. Wachholtz, Neumünster 2009, ISBN 978-3-529-02774-1.

### Aufsätze
- Gab es vor 531 ein linksniederrheinisches Thüringerreich? In: Zeitschrift des Vereins für Thüringische Geschichte. Band 55, 2001, S. 15–55.
- Stamm und Reich der frühen Thüringer nach den Schriftquellen. In: Zeitschrift des Vereins für Thüringische Geschichte 56, 2002, S. 7–90 (PDF).
- Gundulfus subregulus – eine genealogische Brücke zwischen Merowingern und Karolingern? In: Deutsches Archiv für Erforschung des Mittelalters. 59, 2003, S. 1–47.
- Das Recht der Thüringer und die Frage ihrer ethnischen Identität: mit einer Bemerkung zur Entstehung von Begriff und Institution "Adel". In: Die Frühzeit der Thüringer. Archäologie, Sprache, Geschichte. (= Ergänzungsbände zum Reallexikon der germanischen Altertumskunde 63). Berlin/New York 2009,  S. 415–456 (kostenpflichtiges Digitalisat).